# Boskovice
Boskovice (en allemand : Boskowitz) est une ville du district de Blansko, dans la région de Moravie-du-Sud, en Tchéquie. Sa population s'élevait à 12 190 habitants en 2024.

## Géographie
Boskovice se trouve dans la région historique de Moravie, à 14 km au nord de Blansko, à 33 km au nord de Brno et à 173 km à l'est-sud-est de Prague.

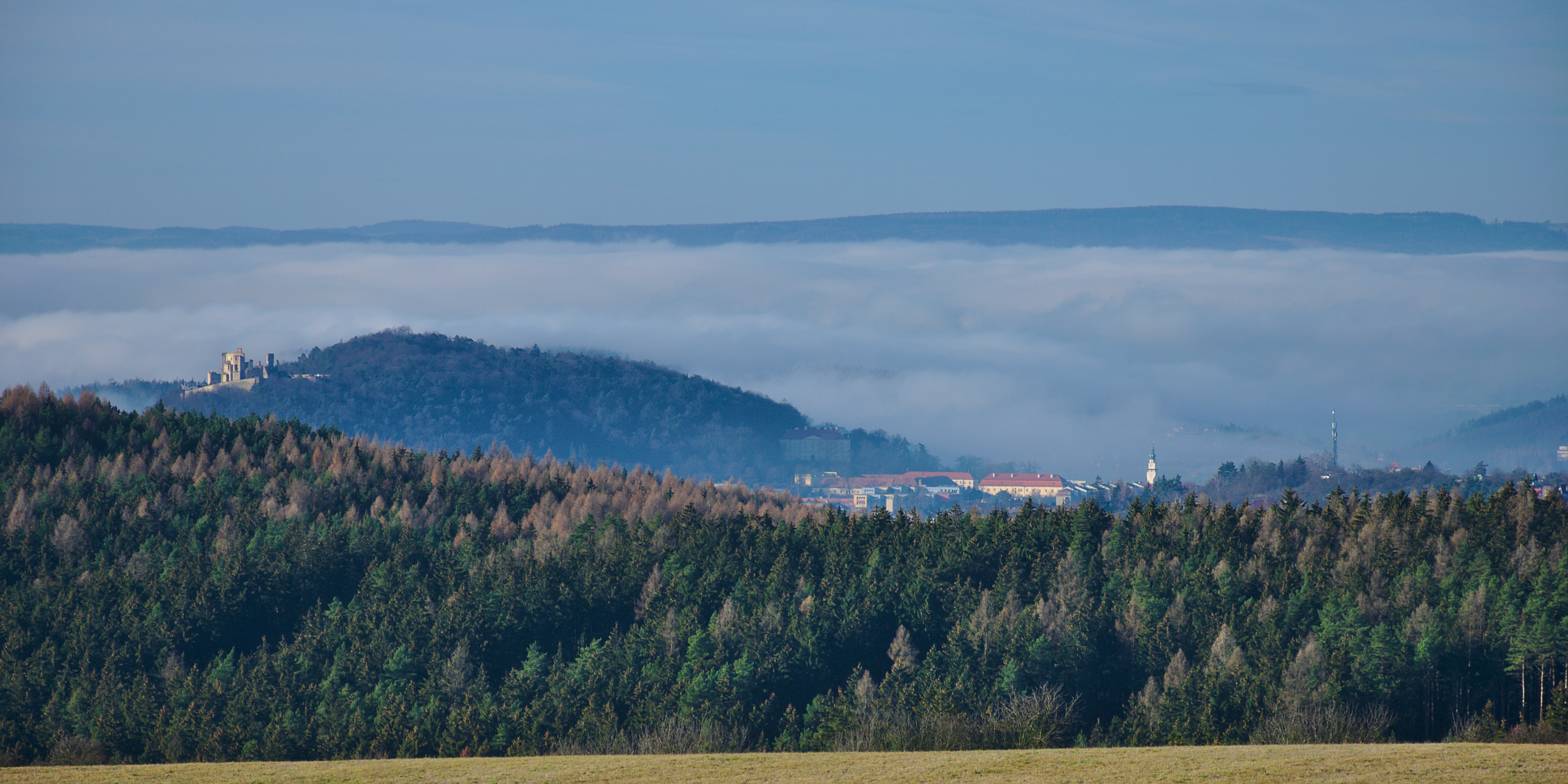
Vue de Boskovice dans la brume depuis Velenov.

La commune est limitée par Sudice, Vážany et Okrouhlá au nord, par Velenov à l'est, par Valchov, Újezd u Boskovic et Lhota Rapotina au sud et par Skalice nad Svitavou, Chrudichromy, Míchov et Vísky à l'ouest.

## Histoire
La première mention écrite de la localité date de 1213. Le château fort de Boskovice fut construit dans la première moitié du XIIIe siècle ; après les ravages des croisades contre les hussites, le domaine était restitué aux seigneurs de Boskovice par le roi Georges de Bohême en 1458. Pendant cette période le bourg fut un centre de l'utraquisme et des Frères tchèques. Vers 1615, à la veille de la guerre de Trente Ans, la Contre-Réforme a été mise en place par le prêtre Jean Sarkander (1576-1620).
Au XVIIIe siècle, le château était la possession de la famille de Dietrichstein. Après qu'il a été laissé à l'abandon en 1733, il s'est progressivement dégradé. 

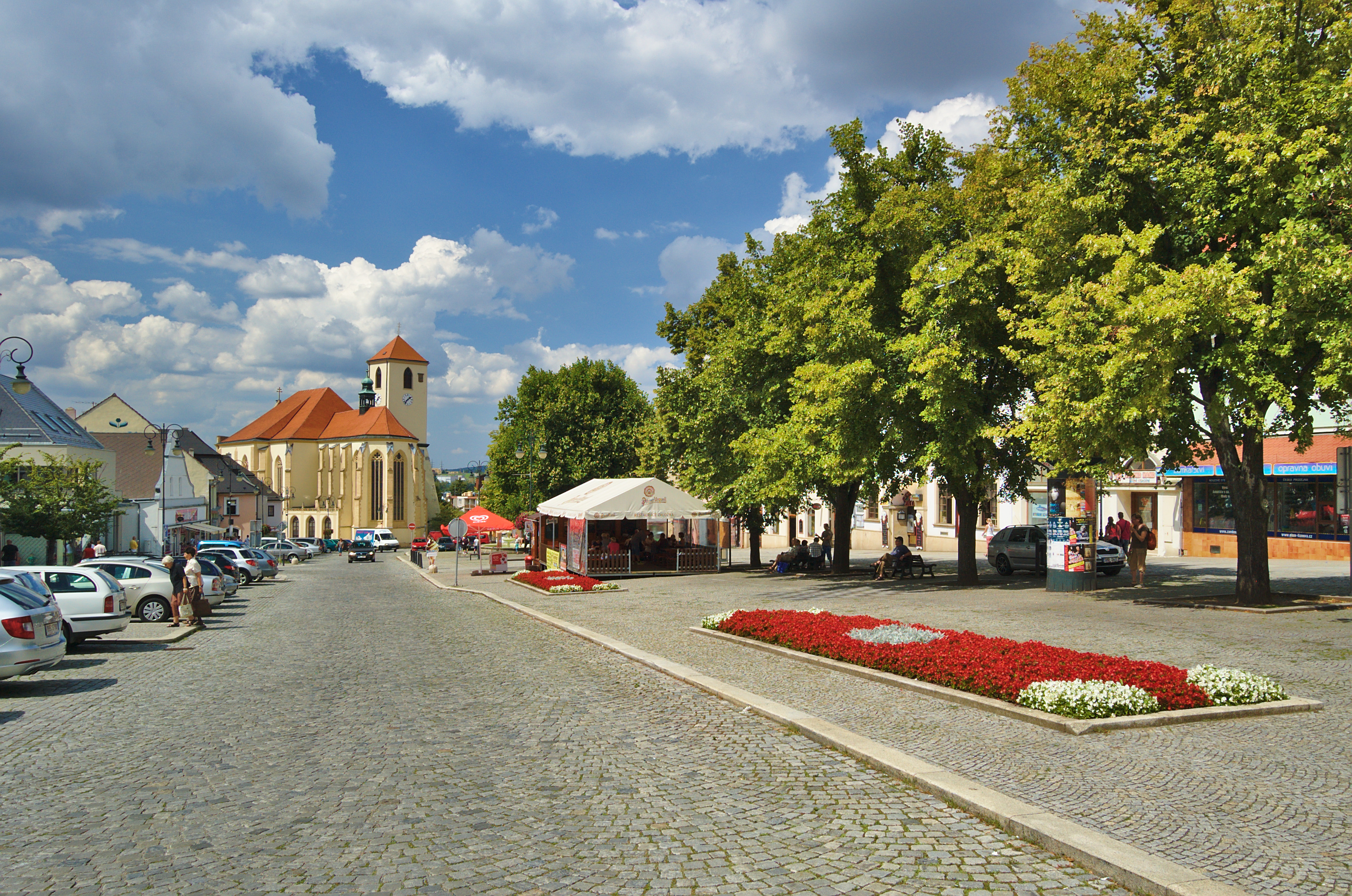
Église Saint-Jacques-le-Majeur.
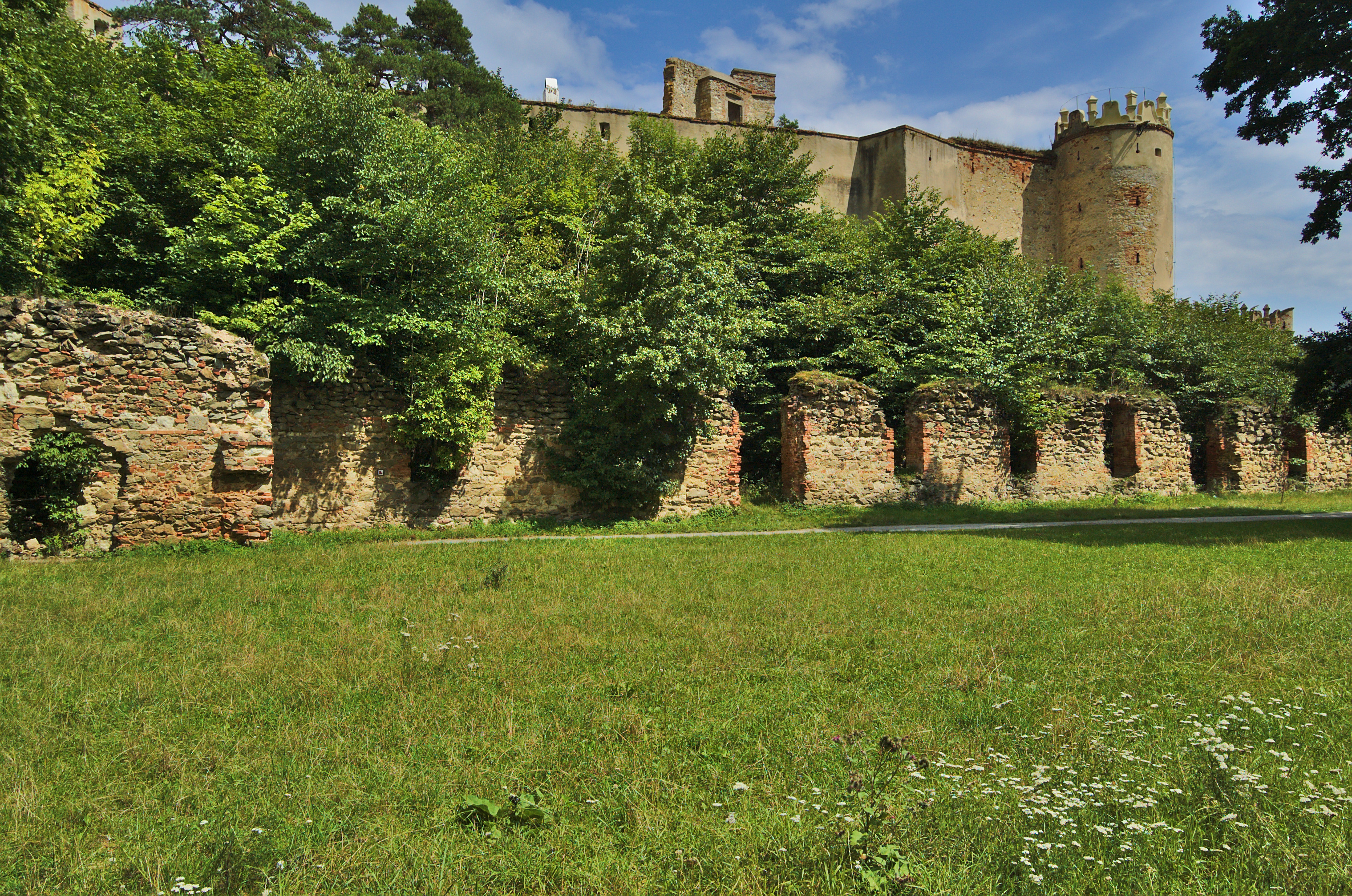
Le château de Boskovice.

À partir de 1819, le nouveau palais de Boskovice du style Empire, situé sur le site d'un ancien couvent des Dominicains au sud de la ville dissous par l'empereur Joseph II en 1784, a été édifié à l'initiative du propriétaire Franz Joseph von Dietrichstein (1767-1854), général de l'armée autrichienne. Depuis 1856, les bâtiments appartiennent à la famille de Mensdorff-Pouilly. Expropriés en 1948, ils ont récupéré leur bien après révolution de Velours

## Population
Recensements (*) ou estimations de la population :
| 1869* | 1880* | 1890* | 1900* | 1910* | 1921* |
| ----- | ----- | ----- | ----- | ----- | ----- |
| 5 575 | 5 468 | 5 814 | 5 880 | 6 618 | 6 617 |

| 1930* | 1950* | 1961* | 1970* | 1980*  | 1991*  |
| ----- | ----- | ----- | ----- | ------ | ------ |
| 6 884 | 6 587 | 7 639 | 8 151 | 10 369 | 10 639 |

| 2001*  | 2011*  | 2015   | 2016   | 2017   | 2018   |
| ------ | ------ | ------ | ------ | ------ | ------ |
| 10 679 | 11 504 | 11 504 | 11 566 | 11 639 | 11 635 |

| 2019   | 2020   | 2021*  | 2022   | 2023   | 2024   |
| ------ | ------ | ------ | ------ | ------ | ------ |
| 11 622 | 11 681 | 11 919 | 11 661 | 11 996 | 12 190 |

## Transports
Par la route, Boskovice se trouve à 17,5 km de Blansko, à 42 km de Brno et à 218 km de Prague.

## Jumelages
| Ville | Ville               | Pays | Pays      |
| ----- | ------------------- | ---- | --------- |
|       | Frasnes-lez-Anvaing |      | Belgique  |
|       | Levice              |      | Slovaquie |
|       | Rawa Mazowiecka     |      | Pologne   |

## Personnalités
- Nathan Adler (1741-1800), rabbin de Boskovice de 1782 à 1785.
- Kristýna Znamenáčková (née en 1988), professeure de musique et pianiste tchèque y est née.